# Ruletové systémy
Ruletové systémy mají napomáhat hráčům rulety zvýšit pravděpodobnost výhry; zcela bez ohledu na systém je však z dlouhodobého hlediska nemožné kasino porazit. Při dostatečném počtu her je však ziskovost (pro kasino) či prodělečnost (pro hráče) stále stejná bez ohledu na použitý systém. Ruletové systémy se sice tváří, že jsou založeny na matematických principech, zejména pak na teorii pravděpodobnosti. Ve skutečnosti však právě matematika ukazuje, že použití systému může sice hráče bavit, ale z hlediska výhry je irelevantní. V současné době známe přibližně čtyřicet ruletových systémů, ale existuje ještě řada mutací, které byly odvozeny právě od těchto základních systémů.

## Historie ruletových systémů
Ruletové systémy většinou pocházejí z Francie a jejich kořeny sahají až do 18. století. Z této doby pocházejí systémy jako Martingale a D‘Alembert, které jsou mezi hráči rulety velice oblíbené zejména pro svoji jednoduchost a přizpůsobivost různým úpravám.
Za nejstarší ruletový systém, který je velice známý v matematice, můžeme považovat systém Fibonacci. Tento je odvozen od tzv. Fibonacciho číselné řady, kterou objevil italský matematik Leonardo Pisan, známý též jako Fibonacci již ve 12. století.

## Princip ruletových systémů
Obecně většina ruletových systémů je založena na teorii pravděpodobnosti (tento matematický obor popisuje zákonitosti, které mohou a nemusejí nastat). Při hraní rulety to znamená, že hráč pozoruje čísla, která padla v posledních několika roztočeních rulety a dle toho se rozhoduje, jak bude pokládat sázky. V určitých chvílích totiž může intuitivně růst pravděpodobnost, že padne číslo nebo barva, která již dlouhou dobu nepadla. Systém může fungovat i opačně, tedy že pokud již delší dobu trvá série například červené barvy, tak v příštím kole znovu častěji padne červená. Tento předpoklad je ovšem mylný, protože každé ruletové kolo je při férové hře zcela rozhodnuto náhodou, která nijak nesouvisí s předchozími koly. Zjednodušeně by šlo říci, že ruletová kulička nemá paměť a neví, jaká čísla padala v předchozích kolech.

## Ruletové systémy založené na pravděpodobnosti
Mezi systémy, které jsou založeny na pravděpodobnosti, řadíme například systém 2 a více, Kanón nebo Královský systém. Všem těmto systémům předcházely starší, které se v dnešní době již nepoužívají, ale dají se kombinovat se současnými ruletovými systémy. Mezi další čtyři staré systémy, které mohou být označeny jako sázky na série, řadíme: Zero spiel, Malá série, Velká série a Sirotci neboli Orphelines.

## Nejpoužívanější ruletové systémy

### Martingale
Jedná se o nejznámější a v ruletě zároveň nejriskantnější systém. Byť se jedná v teoretické podstatě o systém vydělávající, je prakticky nemožné na něm být dlouhodobě ziskový. Hráč by jednak musel disponovat takřka neomezeným kapitálem, zároveň by ale nesměla být nijak omezena maximální sázka. 
Jeho objevitelem byl londýnský majitel kasina John Henry Martingale. Princip systému spočívá v tom, že hráč zdvojnásobuje sázky po každé nevyhrané hře, přičemž hráči stačí jediná vítězná sázka, aby byl v celé sérii v zisku. Sází se pouze na rovné sázky (sázky, při kterých je výplatní poměr 1:1. Řadíme mezi ně sázku na červenou/černou, sudou/lichou, malou/velkou). Tento systém se dočkal řady úprav, mezi které patří např. Anti-martingale, Velký Martingale nebo Tříštěný Martingale.

### Labouchere
Tento systém vynalezl sir Henry Labouchere. Lidově se tomuto systému říká škrtací. Spočívá v tom, že hráč si napíše libovolně dlouhou číselnou řadu a výšku jeho sázky na barvu určuje součet prvního a posledního čísla v řadě. V případě výhry si hráč z řady vyškrtne první a poslední číslo a výši další jeho sázky opět určuje součet prvního a posledního čísla řady. V případě prohry se prohraná částka připisuje na konec řady. I tento systém se dočkal úprav ze strany hráčů, jako je třeba úprava Labouchere na dva tucty nebo Zkrácený labouchere.

### D'Alembert
S tímto ruletovým systémem přišel francouzský matematik Jean le Rond d’Alembert. Všeobecně je tento systém považován za velmi výhodný. Hráč sází 1 žeton na rovné sázky. V případě výhry hráč končí a začíná od začátku sázkou ve výši 1 žetonu. V případě prohry se sázka o 1 žeton navýší. Obecně řečeno, v případě výhry sázku o 1 žeton snížíte, kdežto v případě prohry sázku o 1 žeton zvýšíte.

### Fibonacci
Systém, který vychází z číselné řady italského matematika Fibonacciho, jež se ve skutečnosti jmenoval Leonardo Pisan. Fibonacciho řada vznikne, když je číslo v řadě tvořeno součtem dvou čísel předcházejících. Začíná se sázkou 1 žetonu na barvu. V případě prohry si hráč zapisuje číslo 1, což je první číslo z Fibonacciho řady. Další číslo z řady pak hráči ukazuje výši sázky v dalším kole. V případě výhry si hráč škrtá poslední 2 čísla z řady. I tento systém se dočkal úprav, obecně se aplikuje na hru s tucty. Mezi tyto systémy patří například Fibonacci na 3 tucty nebo Fibonacci na 6 tuctů.

### Paroli (Anti-Martingale)
Paroli je obrácená Martingale strategie, tedy hráč zdvojnásobuje sázku po každé výhře. Cílem je maximalizovat výhry během "hot streaks" a minimalizovat ztráty během "cold streaks". Po ztrátě se hráč vrátí k původní sázce.